# 기무라 다카야
기무라 다카야(일본어: 木村 太哉, 1998년 7월 8일~)는 일본의 축구 선수이다.

## 구단 경력
그는 2021년 J2리그의 파지아노 오카야마에 입단했다. 2024년 J2리그 5위를 기록하여 J1리그로 승격했다.